# Цейтин, Сергей Александрович
Сергей Александрович Цейтин (1947—2007) — советский футболист, выступавший на позиции полузащитника.

## Биография
Родился 30 июня 1947 года в Москве. Воспитанник ЦСиО «Локомотив». В Высшей лиге советского футбола сыграл 12 матчей за первую команду московских «железнодорожников». Также выступал за команды Калуги, Дустлика и Рыбинска. Завершил карьеру игрока в московском «Соколе».
Проживал в Москве в Елизаветинском переулке, был соседом олимпийского чемпиона по хоккею Виктора Якушева.
Ушёл из жизни 7 июня 2007 года.